# Linguamyrmex vladi

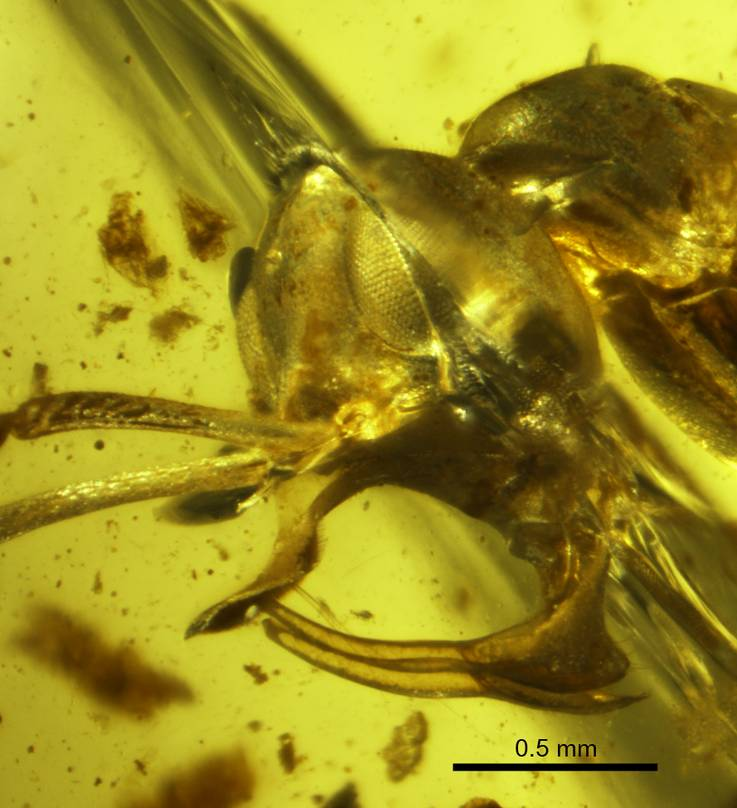
Голова и мандибулы

Linguamyrmex vladi (лат.) — ископаемый вид муравьёв, единственный в составе монотипического рода Linguamyrmex из подсемейства Haidomyrmecinae. Обнаружен в бирманском янтаре мелового периода (штат Качин, около Мьичина, север Мьянмы, юго-восточная Азия), возрастом около 100 млн лет (меловой период). Видовое название дано в честь князя Влада III Дракулы (он же Влад Цепеш).

## Описание
Длина около 5 мм. Длина головы 0,9 мм. Размер глаз 0,38 на 0,25 мм. Длина скапуса 12-члениковых усиков 0,94 мм. Длина груди 1,77 мм. Обладали уникальным среди всех муравьёв строением мандибул и клипеуса. Их челюсти были L-образно изогнуты вверх (имели 2 апикальных зубца) и могли двигаться в вертикальной плоскости. Обладали длинным лопатовидным выростом на голове (между местами прикрепления усиков). Этот рогоподобный вырост отходит от клипеуса (наличника), направлен вперёд и вверх, возвышается над головой. На вентральной поверхности наличника расположена пара специализированных триггерных щетинок. Ноги и усики длинные. Усики состоят из скапуса и 10 члеников жгутика. 

## Систематика и этимология
Вид Linguamyrmex vladi был впервые описан в 2017 году американскими мирмекологами Филлипом Барденом (Phillip Barden) и Дэвидом Гримальди (David A. Grimaldi).
Близок к родам Haidomyrmex, Haidomyrmodes, Ceratomyrmex и Haidoterminus из подсемейства Haidomyrmecinae.
Видовое название L. vladi дано с учётом возможного способа питания (высасывание гемолимфы жертв) в честь князя Влада III  Дракулы, господаря Валахии (XV век), ставшего прототипом вампира и графа Влада Дракулы, заглавного персонажа в романе Брэма Стокера «Дракула».

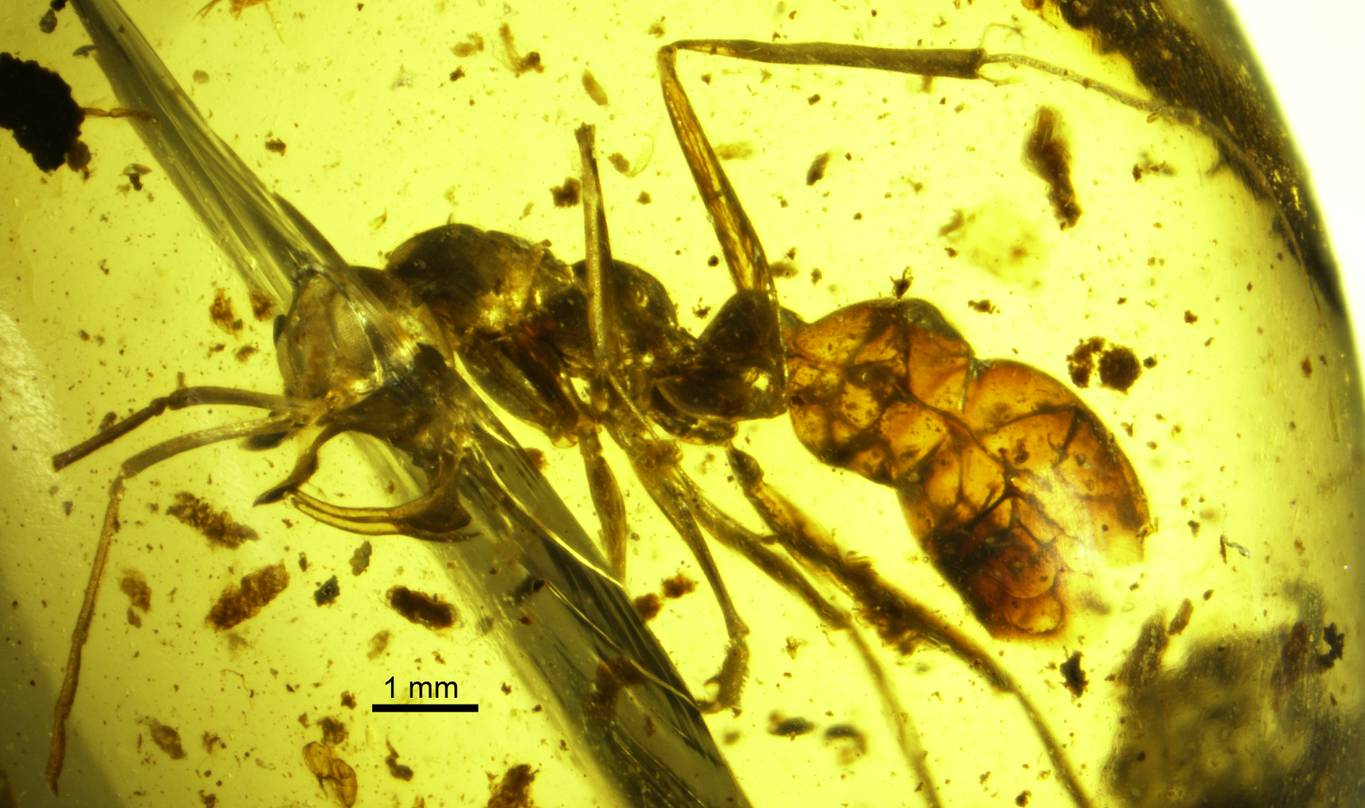
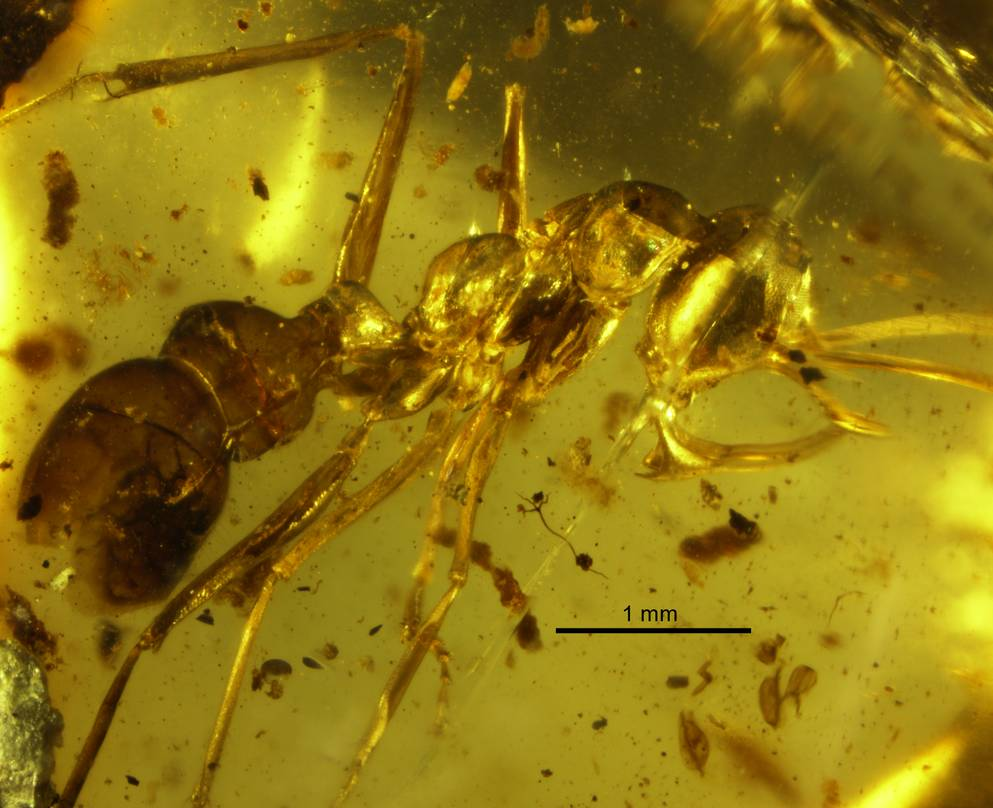